# St. Johannes Baptist (Neufahrn)

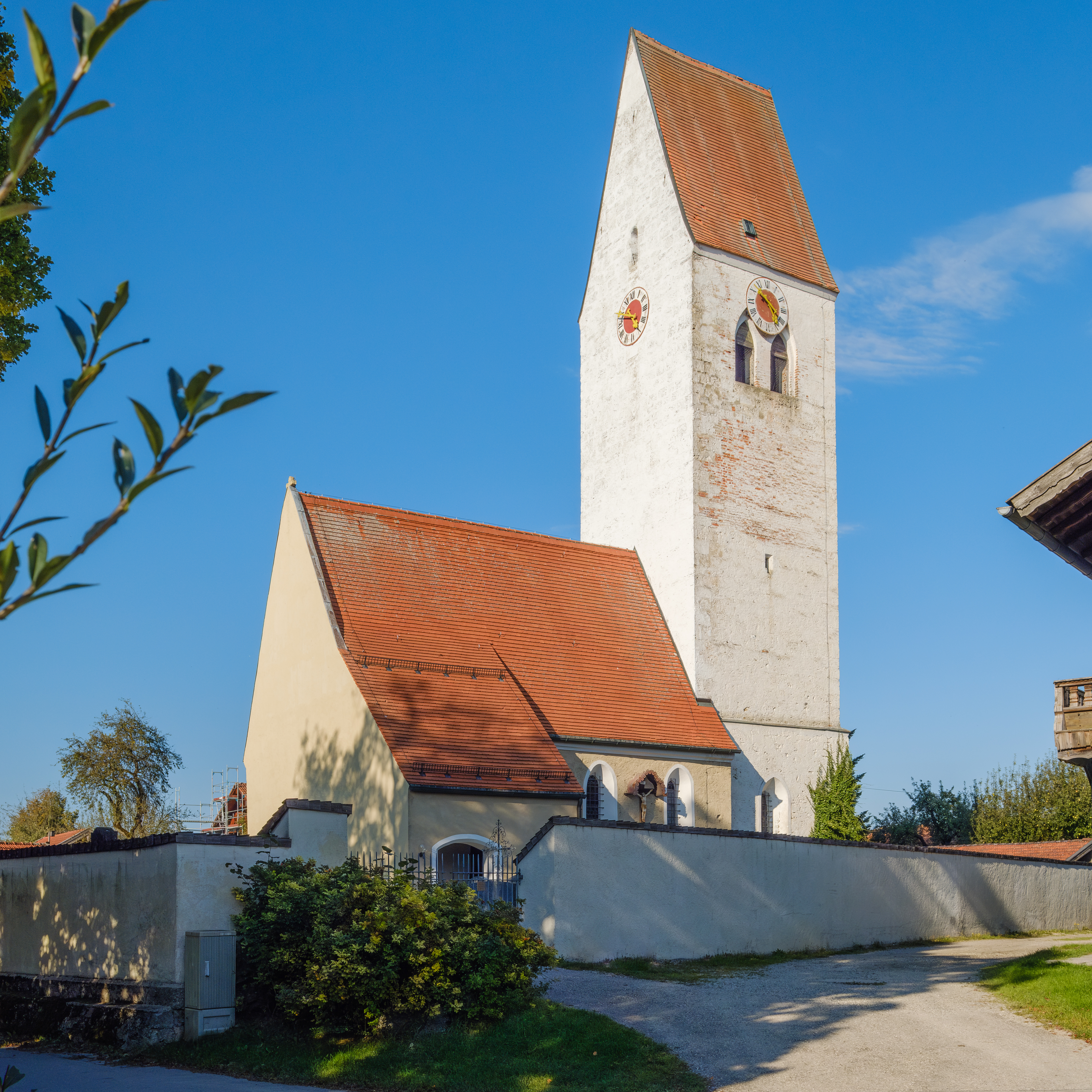
St. Johannes Baptist in Neufahrn

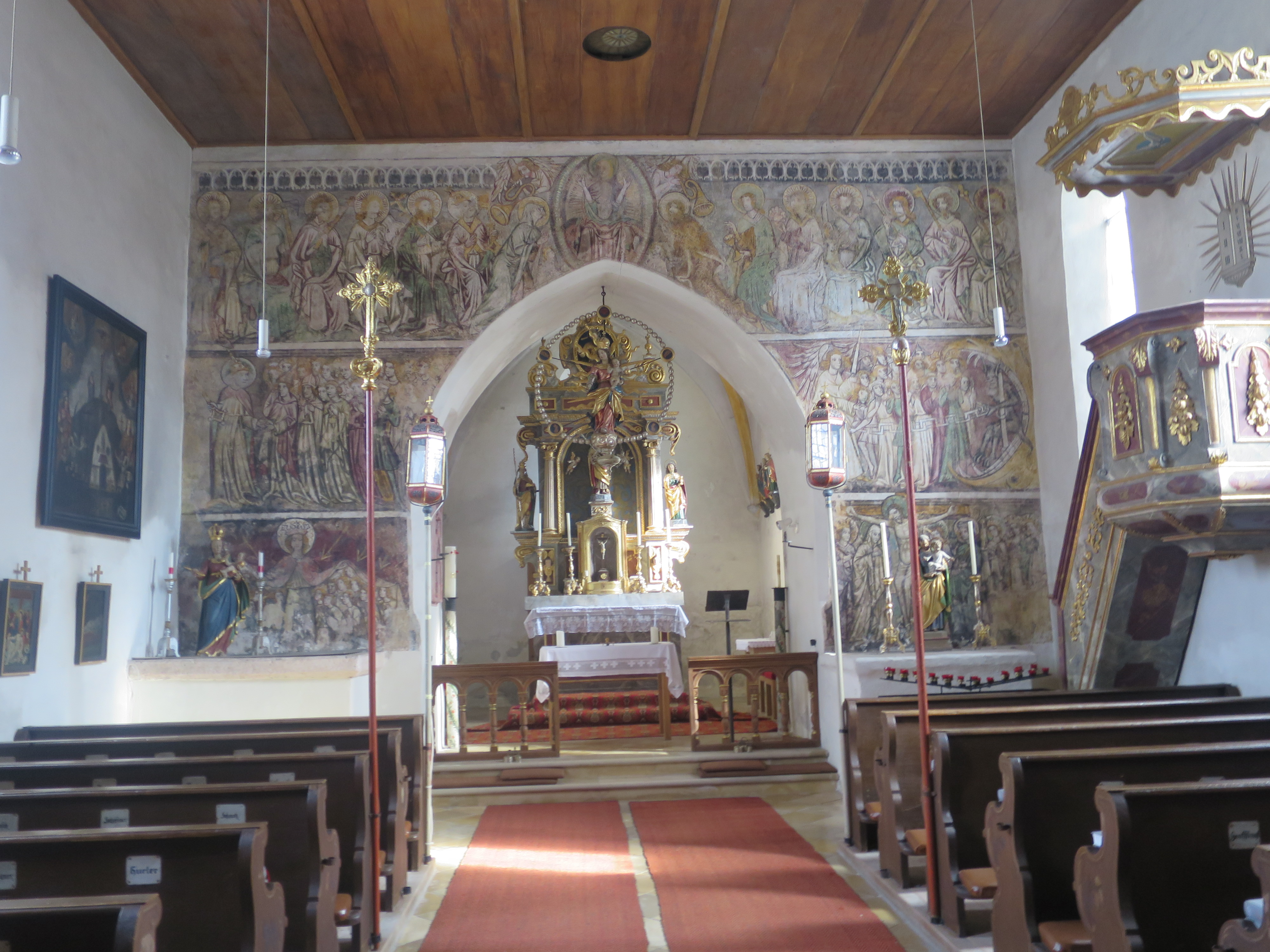
Innenansicht

Die römisch-katholische Filialkirche St. Johannes Baptist steht in Neufahrn, einem Gemeindeteil von Egling im oberbayerischen Landkreis Bad Tölz-Wolfratshausen. Die Kirche steht unter Denkmalschutz und ist in der Liste der Baudenkmäler in Egling unter der Nr. D-1-73-120-62 eingetragen. Die Pfarrei gehört zum Dekanat Bad Tölz-Wolfratshausen im Erzbistum München und Freising.

## Beschreibung
Die gotische Saalkirche wurde in der ersten Hälfte des 15. Jahrhunderts erbaut. Sie besteht aus dem Langhaus, dem Chorturm im Osten und einem Vorbau im Süden unter dem Schleppdach des Langhauses, dessen Innenraum mit einem Kreuzrippengewölbe überspannt ist. In ihm befindet sich das Portal.
Der Innenraum des Langhauses ist mit einer Kassettendecke überspannt. Am Chorbogen wurden Fresken aus der Mitte des 15. Jahrhunderts freigelegt. Auf ihnen sind das Jüngste Gericht, links daneben eine Schutzmantelmadonna und rechts Jesus von Nazaret mit Assistenzfiguren dargestellt. Der Hochaltar wurde um 1675/80 aufgestellt. Sein Aufbau mit der zentralen Figur des Kirchenpatrons Johannes des Täufers wird von den Skulpturen des heiligen Silvester und des Evangelisten Johannes flankiert.